# Куртеа (Тимиш)
Куртеа (рум. Curtea) насеље је у Румунији у округу Тимиш у општини Куртеа. Oпштина се налази на надморској висини од 246 m.

## Прошлост
По "Румунској енциклопедији" насеље се помиње 1597. године. Пописано је 1717. године 50 кућа. Прва школа је отворена 1776. година а православна црква подигнута 1794. године.
Аустријски царски ревизор Ерлер је 1774. године констатовао да место припада Фачетском округу, Лугожког дистрикта. Становништво је било претежно влашко. Када је 1797. године пописан православни клир ту је само један свештеник. Парох поп Георгије Јовановић (рукоп. 1787) служио се само румунским језиком.

## Становништво
Према подацима из 2002. године у насељу је живело 1323 становника.

### Попис2002.
| Расподела становништва по националности 2002.‍ | Расподела становништва по националности 2002.‍ | Расподела становништва по националности 2002.‍ | Расподела становништва по националности 2002.‍ | Расподела становништва по националности 2002.‍ |
| --------------------------------------------- | --------------------------------------------- | --------------------------------------------- | --------------------------------------------- | --------------------------------------------- |
|                                               |                                               |                                               |                                               |                                               |
| Румуни                                        | Румуни                                        |                                               | 1.275                                         | 96,5%                                         |
| Мађари                                        | Мађари                                        |                                               | 7                                             | 0,5%                                          |
| Роми                                          | Роми                                          |                                               | 36                                            | 2,7%                                          |
| Украјинци                                     | Украјинци                                     |                                               | 3                                             | 0,2%                                          |

### Хронологија
| Година       | 1992 | 1993 | 1994 | 1995 | 1996 | 1997 | 1998 | 1999 | 2000 | 2001 | 2002 | 2003 | 2004 | 2005 | 2006 | 2007 | 2008 | 2009 | 2010 | 2011 | 2012 | 2013 | 2014 | 2015 | 2016 | 2017 |
| ------------ | ---- | ---- | ---- | ---- | ---- | ---- | ---- | ---- | ---- | ---- | ---- | ---- | ---- | ---- | ---- | ---- | ---- | ---- | ---- | ---- | ---- | ---- | ---- | ---- | ---- | ---- |
| Становништво | 1574 | 1524 | 1501 | 1468 | 1457 | 1429 | 1409 | 1407 | 1378 | 1369 | 1356 | 1353 | 1362 | 1370 | 1365 | 1373 | 1368 | 1349 | 1339 | 1335 | 1336 | 1311 | 1287 | 1273 | 1263 | 1270 |